# 1911 en Belgique
Chronologie de la Belgique
- 1907
- 1908
- 1909
- 1910
- 1911
- 1912
- 1913
- 1914
- 1915

Cette page recense des événements qui se sont produits durant l'année 1911 en Belgique.

## Chronologie
- D'avril à novembre 1911 : exposition de Charleroi.
- 8 juin : démission du gouvernement Schollaert[1].
- 17 juin : installation du gouvernement de Broqueville I[1].
- 12 août : loi accordant la personnalité civile à l'université catholique de Louvain et à l'université libre de Bruxelles.

## Culture

### Architecture

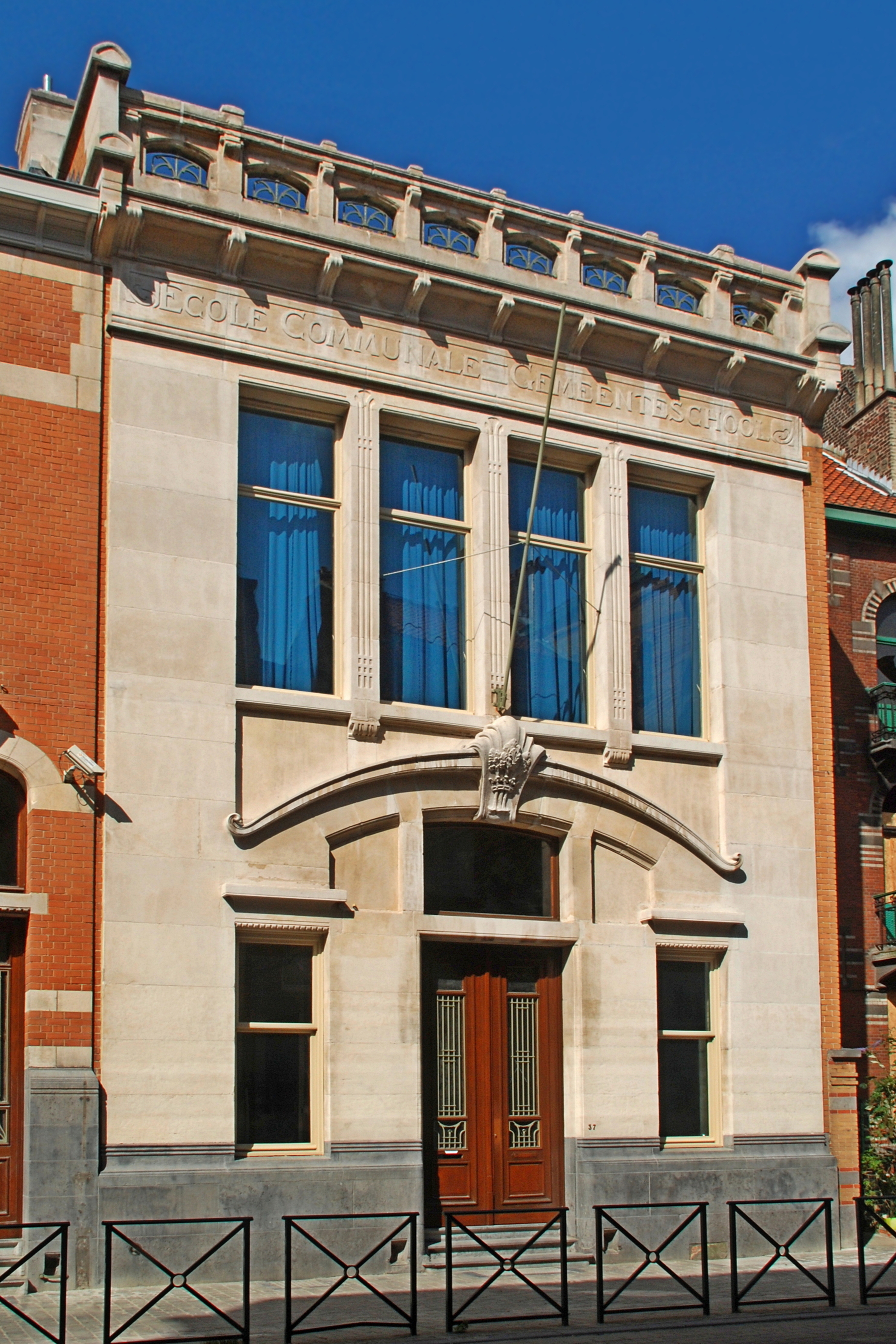
École Rodenbach de Forest (Art nouveau, Henri Jacobs)
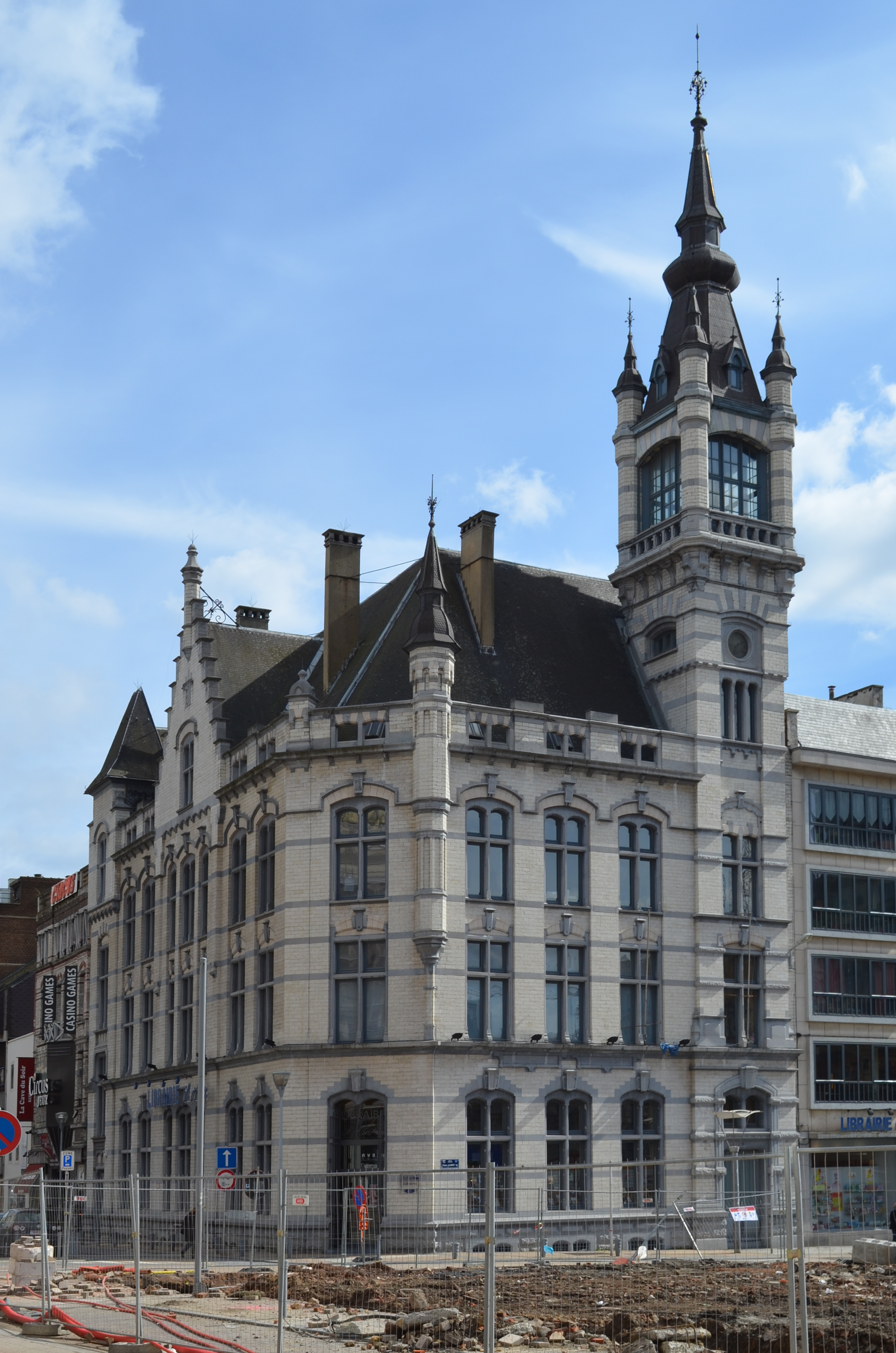
Hôtel central des Postes et Télégraphes à Charleroi

### Littérature
- Prix Nobel de littérature : Maurice Maeterlinck (écrivain de langue française)[2].
- La Guerre du feu, roman de J.-H. Rosny aîné[3].
- Les Plaines (Toute la Flandre) et Les Heures du soir, recueils d'Émile Verhaeren[4].

## Sciences

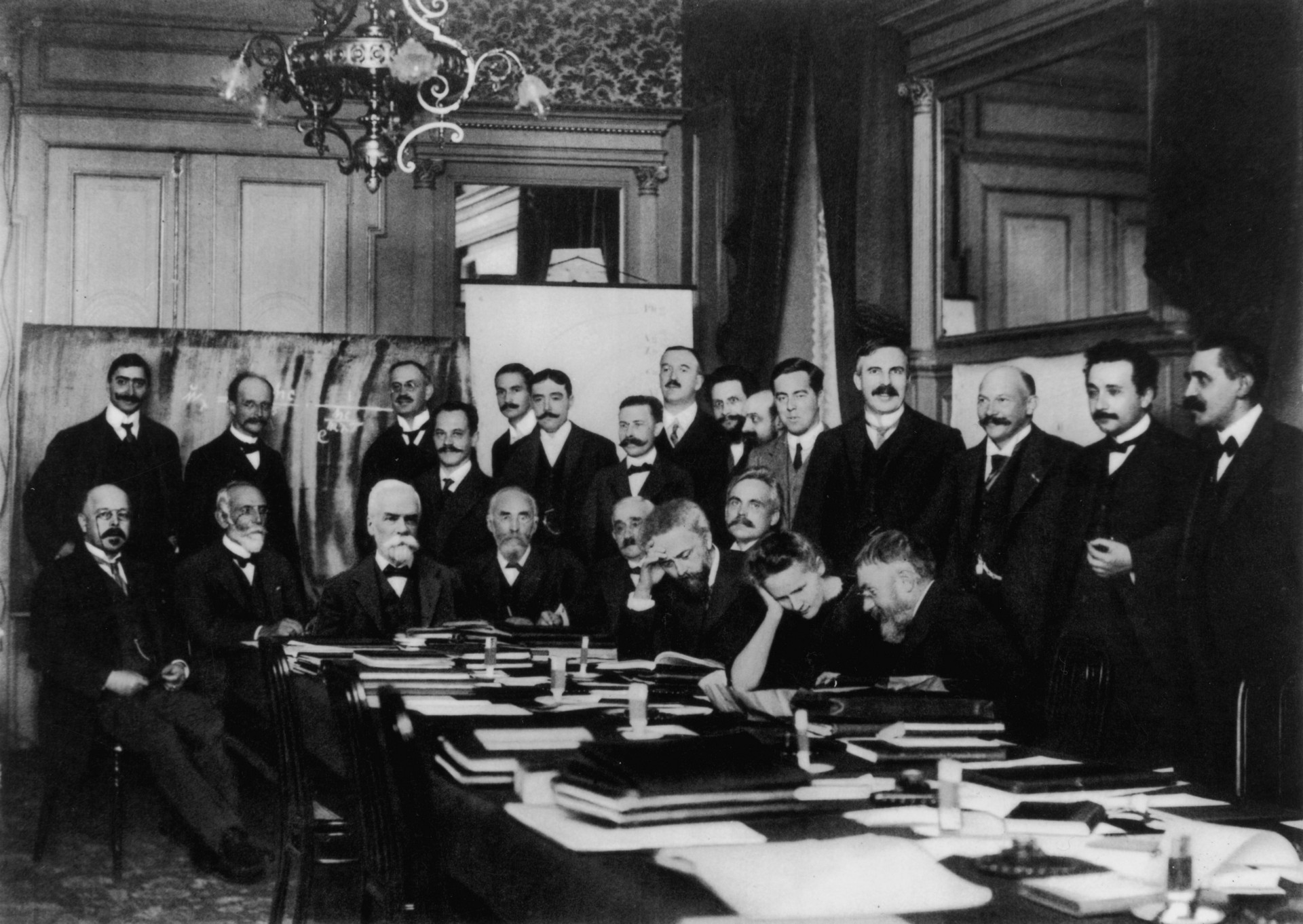
Premier congrès Solvay de physique de 1911.

- Du 30 octobre au 3 novembre : premier congrès Solvay de physique à l'hôtel Métropole de Bruxelles.

## Naissances
- 11 janvier : Pierre Caille, sculpteur, peintre, graveur, céramiste et joaillier († 24 octobre 1996).
- 16 mars : Pierre Harmel : homme politique († 15 novembre 2009).
- 14 mai : Jean Borremans, homme politique († 8 février 1968).
- 30 juillet : Bellor, peintre († 13 février 2000).
- 3 août : Jos De Saeger, homme politique († 7 avril 1998).
- 24 septembre : François Adam, coureur cycliste († 4 mai 2002).
- 25 novembre : Willy Anthoons, sculpteur († 17 décembre 1982).
- 26 novembre : Raymond Scheyven, homme politique († 17 janvier 1987).

## Décès
- 3 janvier : Jean Pierre François Lamorinière, peintre (° 20 avril 1828).
- 18 avril : Edmond Lefever, sculpteur (° 25 février 1839).